# The Stone Roses
The Stone Roses (Стоун роузиз) била је енглеска рок група из Манчестера основана 1983. године. Први албум групе The Stone Roses из 1989. године доживео је велики успех и сматра се једним од најбољих британских албума икада. Након што су се чланови бенда разишли 1996. године, поново су се окупили 2011. како би годину дана касније извели своју повратничку турнеју.

## Дискографија
- The Stone Roses (1989)
- Second Coming (1994)